# Australisch kampioenschap wielrennen voor elite

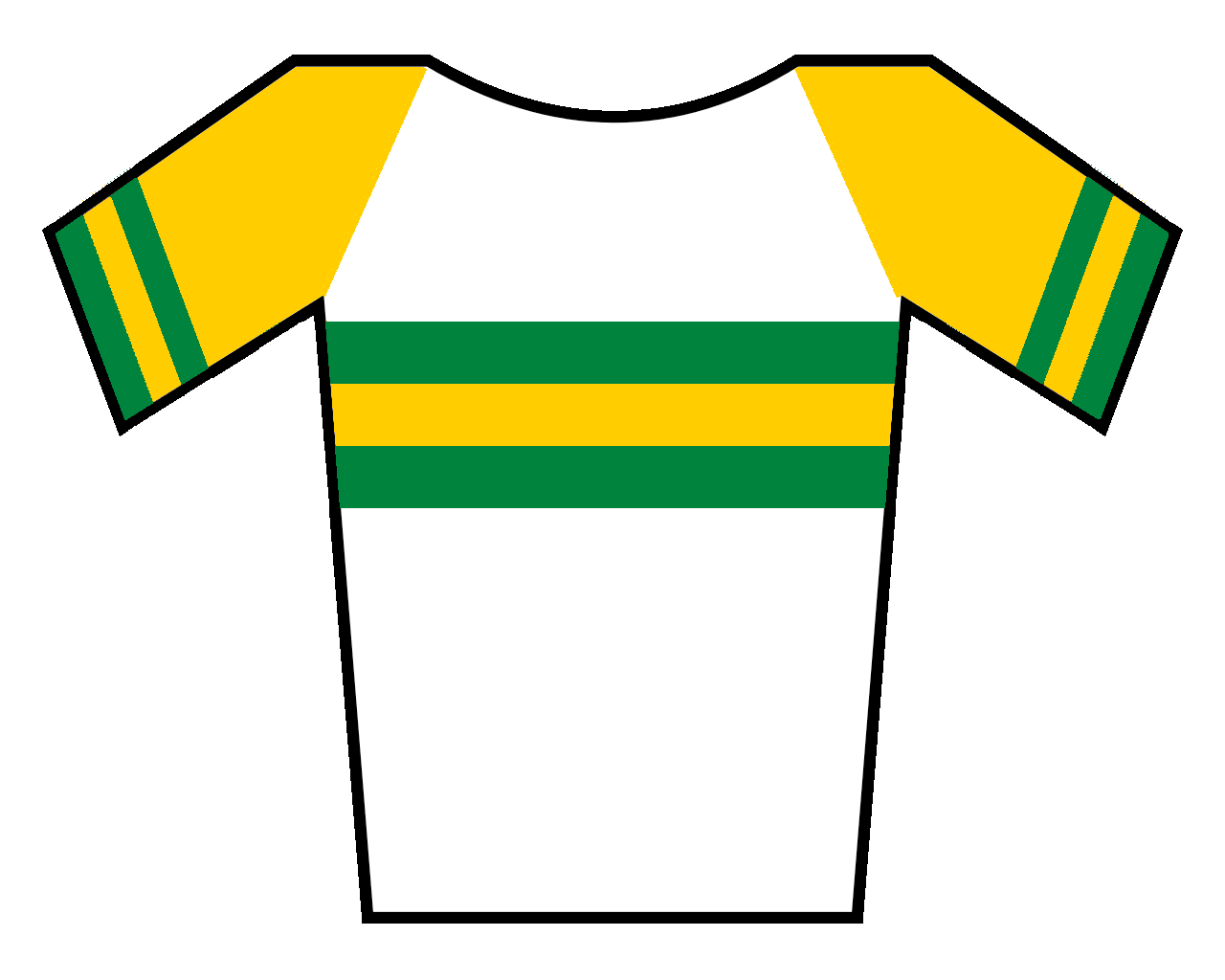
De Australische kampioenentrui

Het Australisch kampioenschap wielrennen voor elite is een jaarlijkse wielerwedstrijd in Australië voor renners met Australische nationaliteit ouder dan 23 jaar en/of lid van een professioneel wielerteam. Er wordt gereden voor de nationale titel. Bij de mannen wordt het kampioenschap sinds 1950 jaarlijks georganiseerd, maar ook voor 1950 vond het al enkele keren plaats. Bij de vrouwen werd het eerste kampioenschap verreden in 1989. Sinds 1996 wordt ook het Australisch kampioenschap tijdrijden voor elite georganiseerd. 
Recordhouder bij de mannen is Hubert Opperman, bij de vrouwen Kathy Watt, beiden met vier zeges.
De huidige Australisch kampioen bij de elite bij de mannen is Luke Plapp, bij de vrouwen is dit Brodie Chapman.

## Erelijst

### Mannen

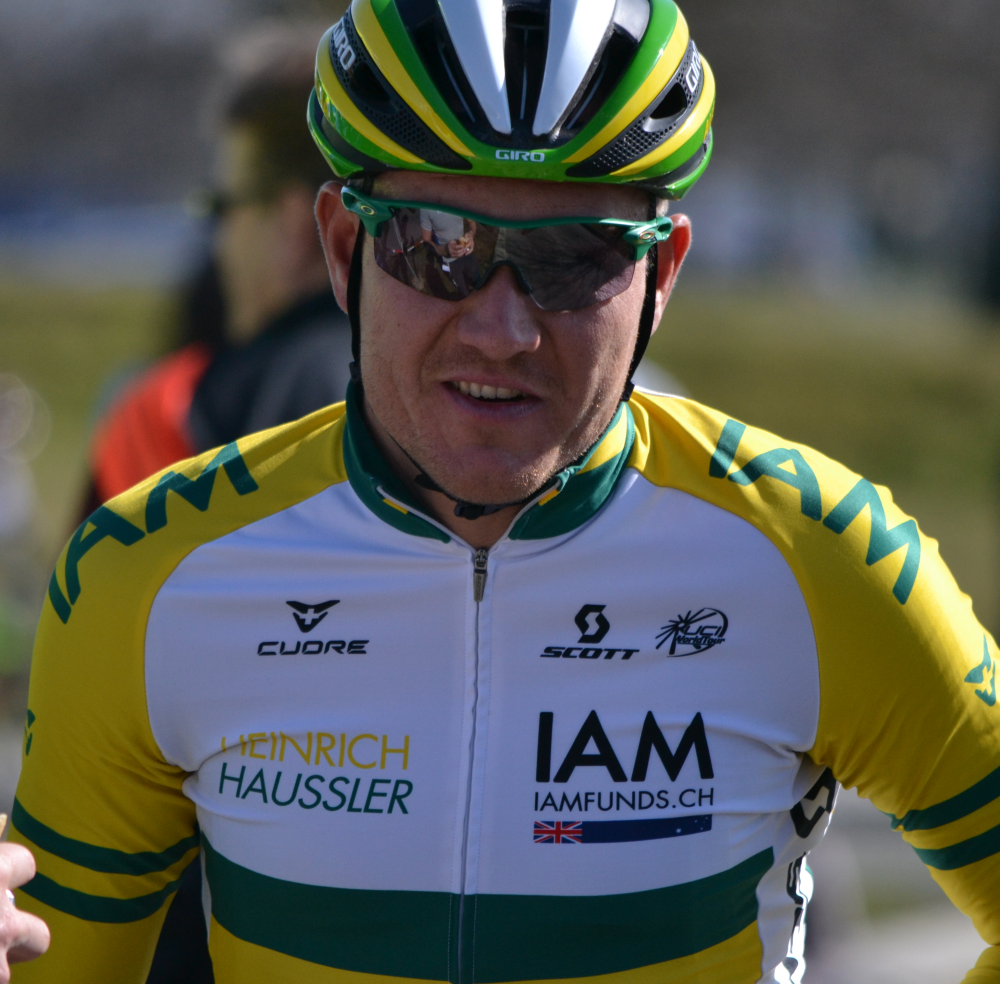
Heinrich Haussler won in 2015

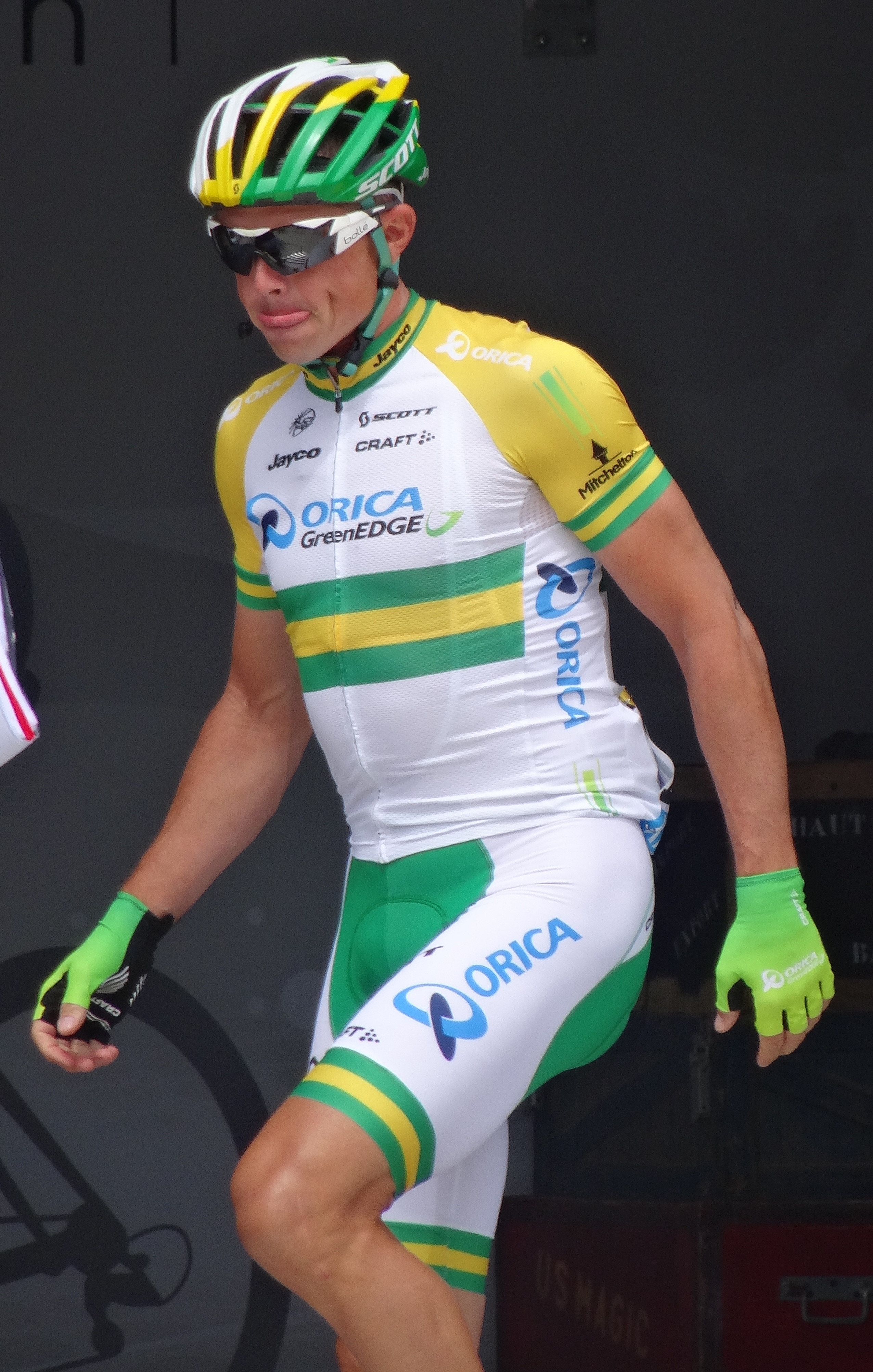
Simon Gerrans won in 2012 en 2014

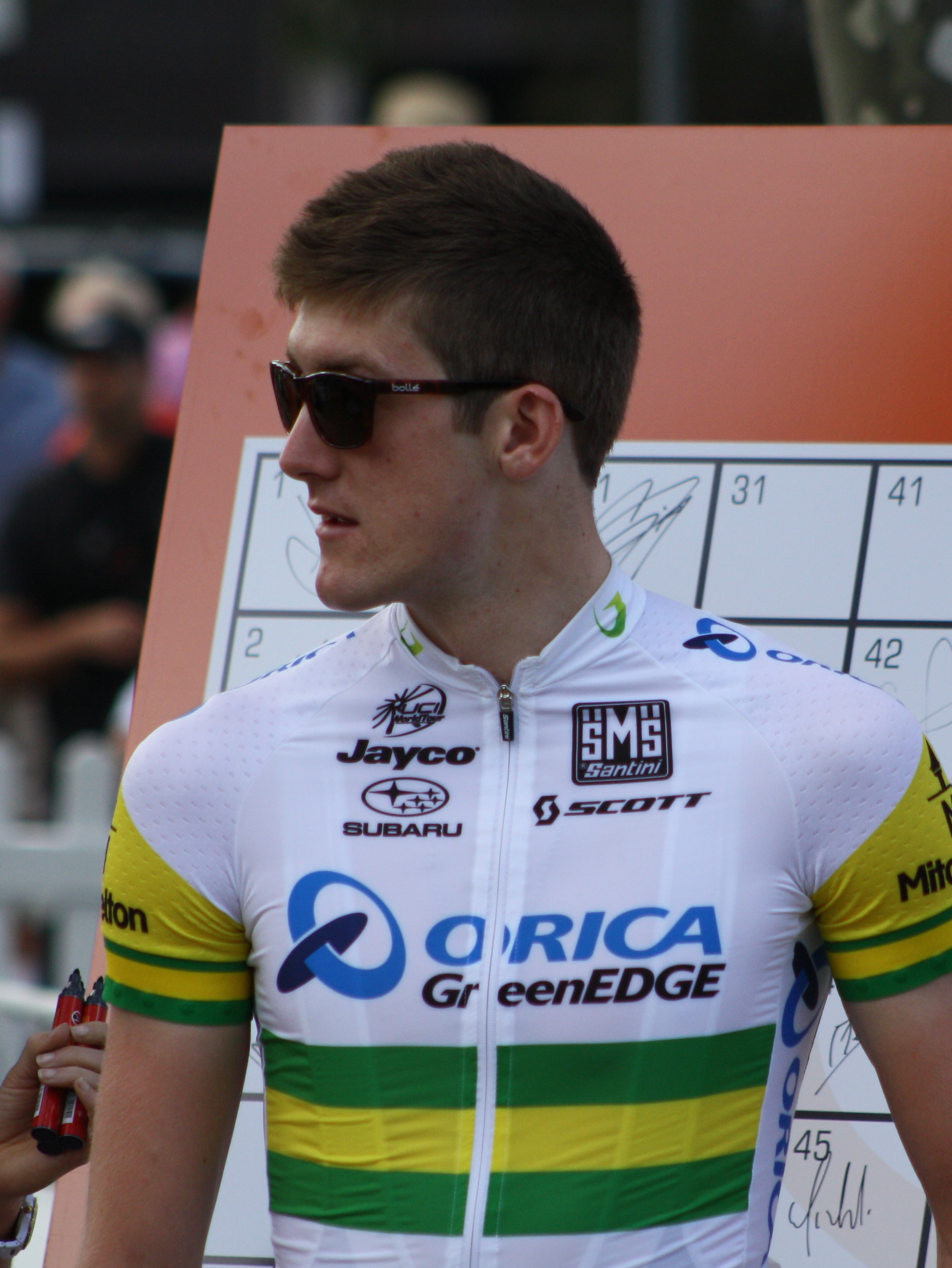
Luke Durbridge won in 2013

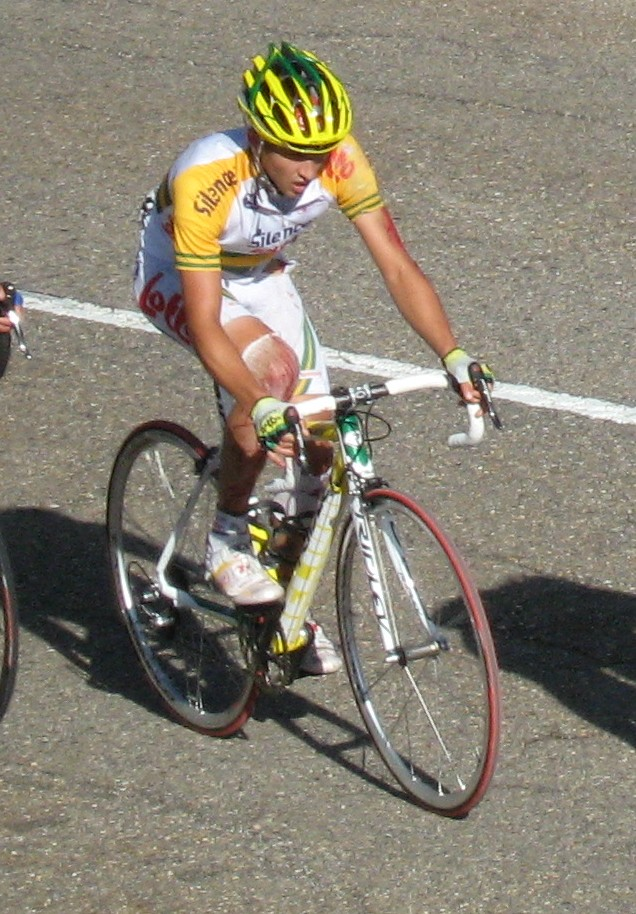
Matthew Lloyd won in 2008

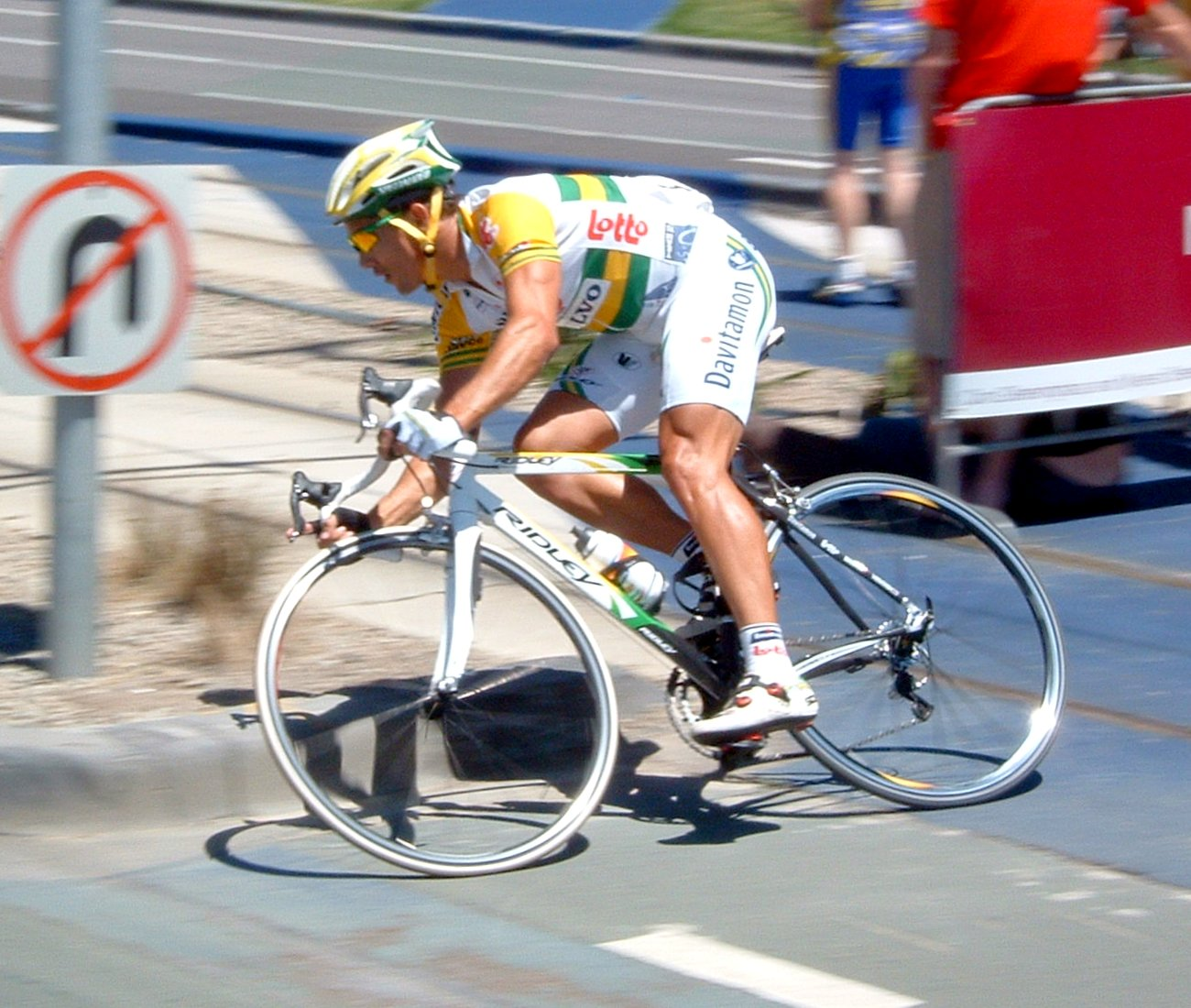
Robbie McEwen won in 2002 en 2005

| Jaar      | Plaats           | Winnaar             | 2de               | 3de                |
| 2025      | Perth            | Luke Durbridge      | Luke Plapp        | Liam Walsh         |
| 2024      | Buninyong        | Luke Plapp          | Chris Harper      | Kelland O'Brien    |
| 2023      | Buninyong        | Luke Plapp          | Simon Clarke      | Michael Matthews   |
| 2022      | Buninyong        | Luke Plapp          | James Whelan      | Brendan Johnston   |
| 2021      | Buninyong        | Cameron Meyer       | Kelland O'Brien   | Scott Bowden       |
| 2020      | Buninyong        | Cameron Meyer       | Lucas Hamilton    | Marcus Culey       |
| 2019      | Buninyong        | Michael Freiberg    | Chris Harper      | Cameron Meyer      |
| 2018      | Ballarat         | Alexander Edmondson | Jay McCarthy      | Chris Harper       |
| 2017      | Buninyong        | Miles Scotson       | Simon Gerrans     | Nathan Haas        |
| 2016      | Buninyong        | Jack Bobridge       | Cameron Meyer     | Patrick Lane       |
| 2015      | Buninyong        | Heinrich Haussler   | Caleb Ewan        | Neil Van der Ploeg |
| 2014      | Buninyong        | Simon Gerrans       | Cadel Evans       | Richie Porte       |
| 2013      | Buninyong        | Luke Durbridge      | Michael Matthews  | Steele Von Hoff    |
| 2012      | Buninyong        | Simon Gerrans       | Matthew Lloyd     | Richie Porte       |
| 2011      | Buninyong        | Jack Bobridge       | Matthew Goss      | Simon Gerrans      |
| 2010      | Buninyong        | Travis Meyer        | David Kemp        | Damien Turner      |
| 2009      | Buninyong        | Peter McDonald      | Michael Rogers    | Adam Hansen        |
| 2008      | Ballarat         | Matthew Lloyd       | Adam Hansen       | Rory Sutherland    |
| 2007      | Ballarat         | Darren Lapthorne    | Robert McLachlan  | Karl Menzies       |
| 2006      | Mount Torrens    | Russell Van Hout    | Adam Hansen       | Henk Vogels        |
| 2005      | Echunga          | Robbie McEwen       | Robert McLachlan  | Paul Crake         |
| 2004      | Ballarat         | Matthew Wilson      | Robert McLachlan  | David McKenzie     |
| 2003      | Ballarat         | Stuart O'Grady      | Allan Davis       | Patrick Jonker     |
| 2002      | Ballarat         | Robbie McEwen       | Nathan O'Neill    | Robert Tighello    |
| 2001      | Portarlington    | Steve Williams      | Cameron Hughes    | Matthew Wilson     |
| 2000      | Portarlington    | Jamie Drew          | Scott Sunderland  | Robbie McEwen      |
| 1999      | Portarlington    | Henk Vogels         | Stuart O'Grady    | Jamie Drew         |
| 1998      | Melbourne        | David McKenzie      | Tom Leaper        | Eddy Salas         |
| 1997      | Perth            | Jonathan Hall       | Tristan Priem     | Steve Williams     |
| 1996      | Sydney           | Nick Gates          | Damien McDonald   | Eddy Salas         |
| 1995      | Melbourne        | Neil Stephens       | Scott McGrory     | Damian Forster     |
| 1994      | Melbourne        | Allan Iacuone       | Nick Gates        | Scott McGrory      |
| 1993      | Warrnambool      | Eddy Salas          | Gavin Parsonage   | Peter Besanko      |
| 1992      | Warrnambool      | David McFarlane     | Gavin Parsonage   | Tim Jamieson       |
| 1991      | Yarrawonga       | Neil Stephens       | Peter Besanko     | Marcus Burns       |
| 1990      | Launceston       | Dean McDonald       | Eddy Salas        | Malcolm Van Unen   |
| 1989      | Lara             | Gary Clively        | Eddy Salas        | Scott Steward      |
| 1988      | Lara             | Paul Miller         | Michael Lynch     | Paul Rugari        |
| 1987      | Sandown Park     | Alan Dipple         | Wayne Hildred     | Paul Miller        |
| 1986      | Mount Gambier    | Wayne Hildred       | Michael Lynch     | Anthony Hughes     |
| 1985      | Melbourne        | Laurie Venn         | Murray Hall       | Wayne Nicholls     |
| 1984      | Collie           | Peter Besanko       | Jim Krynen        | Shane Sutton       |
| 1983      | Surfers Paradise | Terry Hammond       | Clyde Sefton      | Shane Sutton       |
| 1982      | Perth            | Wayne Hildred       | Terry Hammond     | Peter Besanko      |
| 1981      | Berri            | Clyde Sefton        | John Trevorrow    | David Allan        |
| 1980      | Sandown Park     | John Trevorrow      | Peter Besanko     | Terry Stacey       |
| 1979      | Newcastle        | John Trevorrow      | David Allen       | Terry Hammond      |
| 1978      | Launceston       | John Trevorrow      | Graeme Hodgkiss   | Shane Bartley      |
| 1977      | Maryborough      | Donald Wilson       |                   |                    |
| 1976      | Perth            | Peter Besanko       | Graham McVilly    | Tony Branchflower  |
| 1975      | Lobethal         | Donald Wilson       | Bruce Hunt        | Mike Dye           |
| 1974      | Portarlington    | Graham Rowley       | Vic Adams         | Warren Rudd        |
| 1973      | Nowra            | Kerry Hoole         | Henk Vogels, Sr.  | Keith Oliver, Jr.  |
| 1972      | Devonport        | Kevin Spencer       | Frank Atkins      | Kerry Hoole        |
| 1971      | Cairns           | Graham McVilly      | Kerry Hoole       | Laurie Rogers      |
| 1970      | Collie           | Graham McVilly      | Keith Oliver, Jr. | Alan Goodchild     |
| 1969      | Mount Gambier    | Robert Whetters     | Frank Atkins      | Kerry Hoole        |
| 1968      | Portarlington    | Barry Waddell       | Kerry Hoole       | Keith Oliver, Jr.  |
| 1967      | Lithgow          | Graeme Gilmore      | Keith Oliver, Jr. | Kerry Hoole        |
| 1966      |                  | Kerry Hoole         | Ian Campbell      | Glen Birmingham    |
| 1965      | Perth            | Matt Martino        | Barry Walker      | John Young         |
| 1964      | Townsville       | Barry Waddell       | Bill Lawrie       | Sid Patterson      |
| 1963      | Mount Gambier    | Warwick Dalton      | Kerry Hoole       | John Young         |
| 1962      | Wonthaggi        | John O'Sullivan     | Alan McLennan     | Kerry Hoole        |
| 1961      | Nowra            | Neville Veale       | Bill Knevitt      | Fred Roche         |
| 1960      | Launceston       | Fred Roche          | John Young        | Bill Knevitt       |
| 1959      | Orange           | Fred Roche          | Sid Patterson     | John Young         |
| 1958      | Midland Junction | Russell Mockridge   | Peter Panton      | Barry Waddell      |
| 1957      | Broadmeadows     | Russell Mockridge   | James Taylor      | Peter Panton       |
| 1956      | Hobart           | Russell Mockridge   | Eddy Smith        | Viv Blazely        |
| 1955      | Sydney           | Eddy Smith          | Murray French     | Ronald Murray      |
| 1954      | Ringwood         | Eddy Smith          | Hec Sutherland    | Angelo Catalano    |
| 1953      | Launceston       | Alby Saunders       | Hec Sutherland    | Neil Peadon        |
| 1952      |                  | Neil Peadon         | G. Stabell        | Max Rowley         |
| 1951      |                  | Vin Beasley         | G. Stabell        | Peter Anthony      |
| 1950      |                  | Keith Rowley        | Harold Johnson    | Stan Bonney        |
| 1949      | Niet verreden    | Niet verreden       | Niet verreden     | Niet verreden      |
| 1948      |                  | Alby Barlow         |                   |                    |
| 1933–1947 | Niet verreden    | Niet verreden       | Niet verreden     | Niet verreden      |
| 1932      |                  | Richard Lamb        |                   |                    |
| 1931      | Niet verreden    | Niet verreden       | Niet verreden     | Niet verreden      |
| 1930      |                  | Richard Lamb        |                   |                    |
| 1929      |                  | Hubert Opperman     |                   |                    |
| 1928      | Niet verreden    | Niet verreden       | Niet verreden     | Niet verreden      |
| 1927      |                  | Hubert Opperman     |                   |                    |
| 1926      |                  | Hubert Opperman     |                   |                    |
| 1925      | Niet verreden    | Niet verreden       | Niet verreden     | Niet verreden      |
| 1924      |                  | Hubert Opperman     |                   |                    |
| 1910–1923 | Niet verreden    | Niet verreden       | Niet verreden     | Niet verreden      |
| 1909      |                  | Ivar Munro          |                   |                    |

### Vrouwen

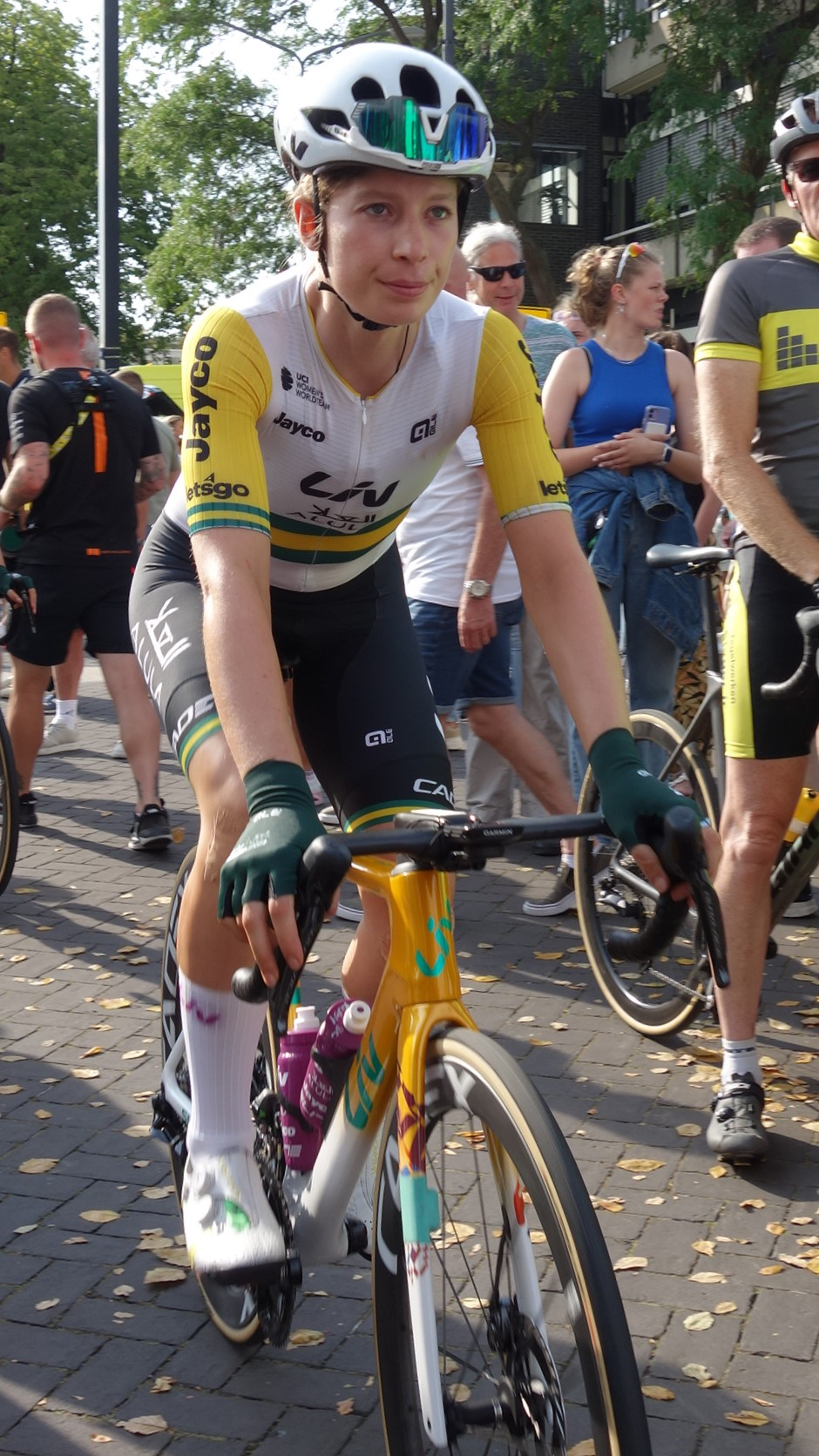
Ruby Roseman-Gannon won in 2024

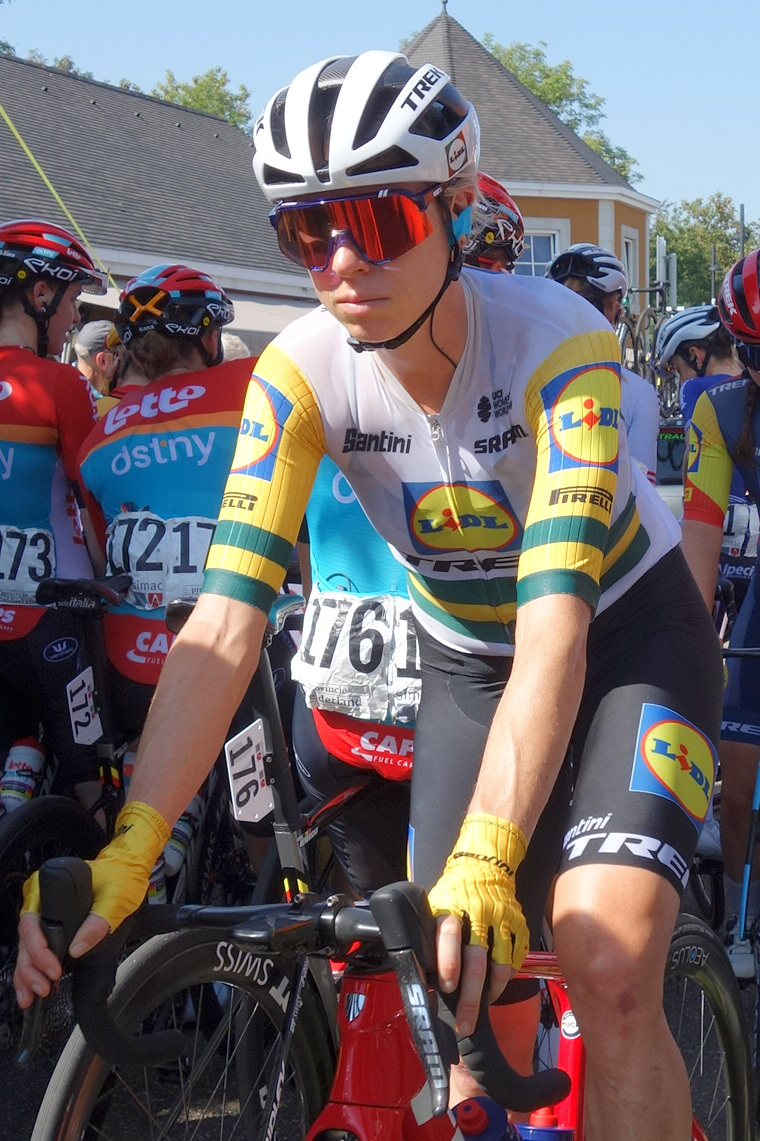
Brodie Chapman won in 2023

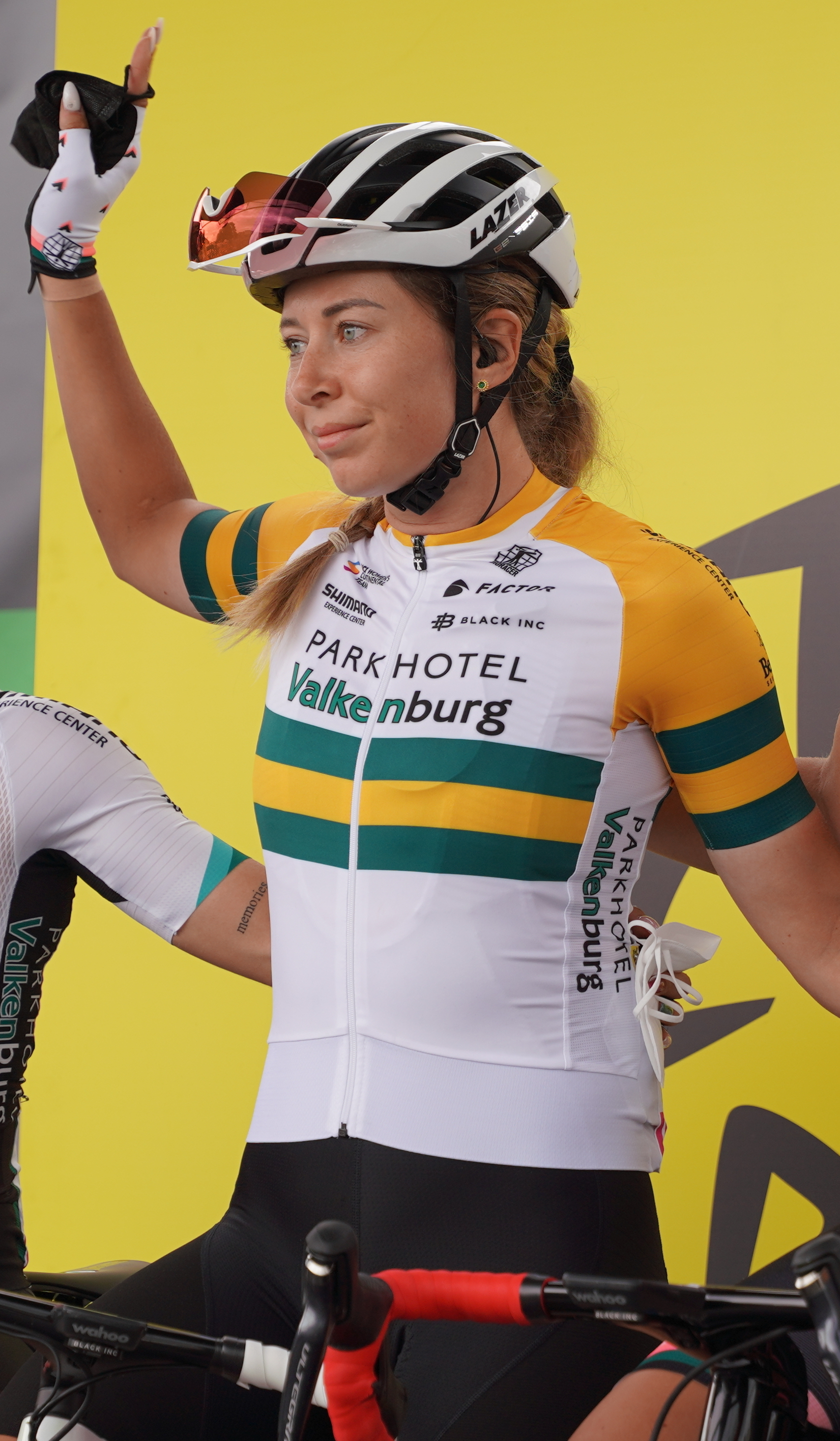
Nicole Frain won in 2022

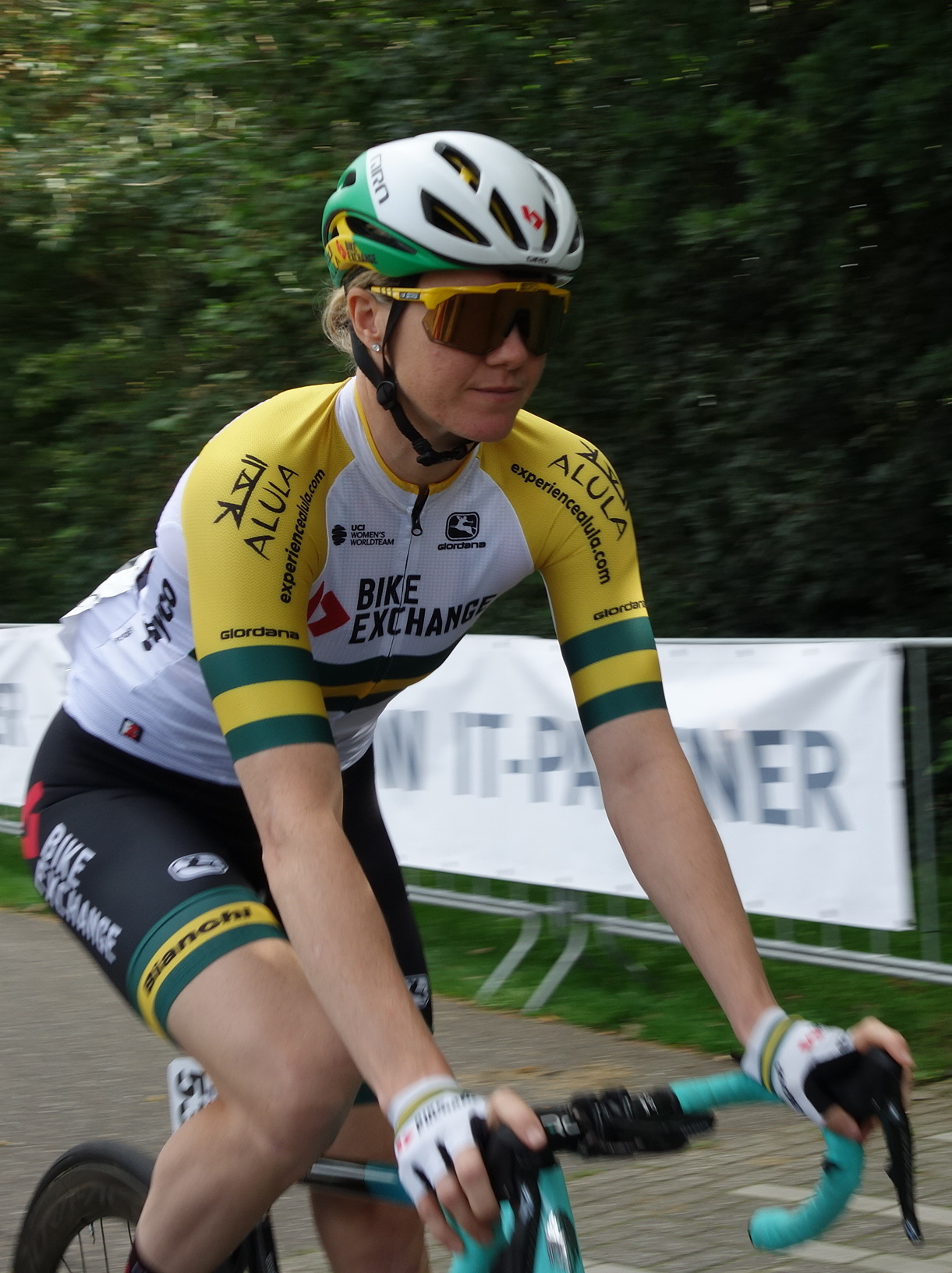
Sarah Roy won in 2021

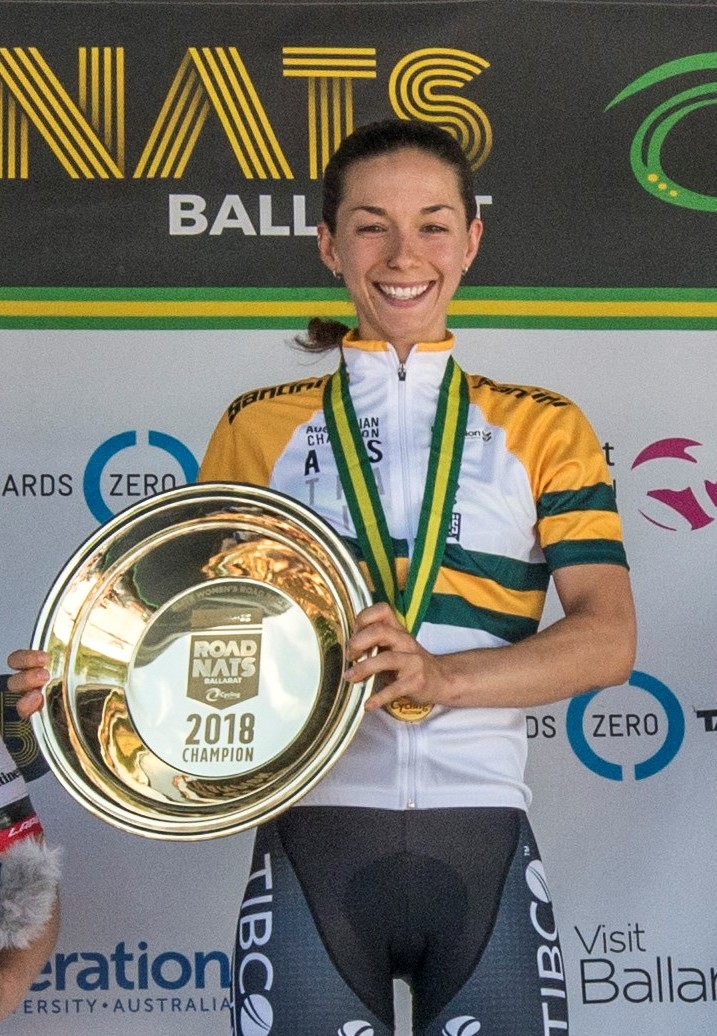
Shannon Malseed won in 2018

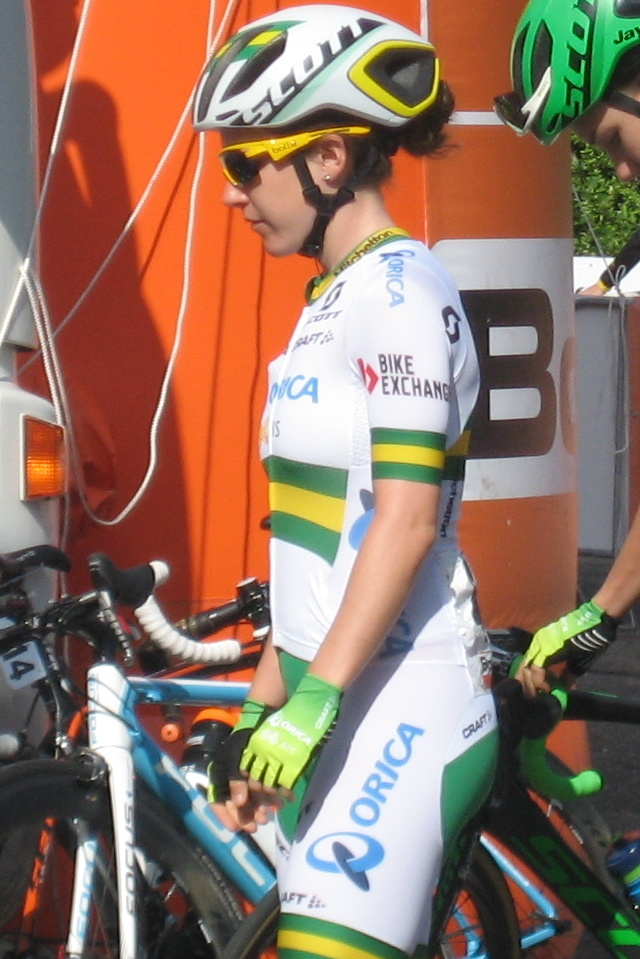
Amanda Spratt won in 2012, 2016 en 2020

| Jaar | Plaats        | Winnaar             | 2de                     | 3de                     |
| 2025 | Perth         | Lucinda Stewart     | Ella Simpson            | Cassia Boglio           |
| 2024 | Buninyong     | Ruby Roseman-Gannon | Lauretta Hanson         | Alexandra Manly         |
| 2023 | Buninyong     | Brodie Chapman      | Grace Brown             | Amanda Spratt           |
| 2022 | Buninyong     | Nicole Frain        | Grace Brown             | Ruby Roseman-Gannon     |
| 2021 | Buninyong     | Sarah Roy           | Grace Brown             | Lauretta Hanson         |
| 2020 | Buninyong     | Amanda Spratt       | Justine Barrow          | Grace Brown             |
| 2019 | Buninyong     | Sarah Gigante       | Amanda Spratt           | Sarah Roy               |
| 2018 | Ballarat      | Shannon Malseed     | Lauren Kitchen          | Grace Brown             |
| 2017 | Buninyong     | Katrin Garfoot      | Amanda Spratt           | Lucy Kennedy            |
| 2016 | Buninyong     | Amanda Spratt       | Ruth Corset             | Rachel Neylan           |
| 2015 | Buninyong     | Peta Mullens        | Rachel Neylan           | Shara Gillow            |
| 2014 | Buninyong     | Gracie Elvin        | Lauren Kitchen          | Katrin Garfoot          |
| 2013 | Buninyong     | Gracie Elvin        | Joanne Hogan            | Carla Ryan              |
| 2012 | Buninyong     | Amanda Spratt       | Tiffany Cromwell        | Rachel Neylan           |
| 2011 | Buninyong     | Alexis Rhodes       | Carla Ryan              | Joanne Hogan            |
| 2010 | Buninyong     | Ruth Corset         | Bridie O'Donnell        | Rachel Neylan           |
| 2009 |               | Carla Ryan          | Ruth Corset             | Nikki Butterfield-Egyed |
| 2008 | Ballarat      | Oenone Wood         | Sharon Laws             | Sara Carrigan           |
| 2007 | Ballarat      | Katie Mactier       | Nikki Butterfield-Egyed | Emma Rickards           |
| 2006 | Mount Torrens | Katherine Bates     | Sara Carrigan           | Oenone Wood             |
| 2005 |               | Lorian Graham       | Sara Carrigan           | Bridget Evans           |
| 2004 | Ballarat      | Oenone Wood         | Katie Mactier           | Sara Carrigan           |
| 2003 |               | Olivia Gollan       | Oenone Wood             | Shirley Kim             |
| 2002 |               | Margaret Hemsley    | Hayley Brown            | Emma James              |
| 2001 |               | Katie Mactier       | Elizabeth Tadich        | Margaret Hemsley        |
| 2000 |               | Anna Millward       | Alison Wright           | Tracey Gaudry           |
| 1999 |               | Tracey Gaudry       | Kathy Watt              | Alison Wright           |
| 1998 |               | Kathy Watt          | Karin Wilson            | Elizabeth Tadich        |
| 1997 |               | Symenko Jochinke    | Anna Millward           | Bridget Evans           |
| 1996 |               | Lynn Nixon          | Kathy Watt              | Anna Millward           |
| 1995 |               | Elizabeth Tadich    | Charlotte White-Pordham | Tracy Watson            |
| 1994 |               | Kathy Watt          | Cathy Reardon           | Anna Millward           |
| 1993 |               | Kathy Watt          | Anita Crossley          | Cathy Reardon           |
| 1992 |               | Kathy Watt          | Catherine Hart          | Anita Crossley          |

## Meervoudige winnaars
Mannen
| Overwinningen | Naam              | Jaren                  |
| ------------- | ----------------- | ---------------------- |
| 4             | Hubert Opperman   | 1924, 1926, 1927, 1929 |
| 3             | Russell Mockridge | 1956, 1957, 1958       |
| 3             | John Trevorrow    | 1978, 1979, 1980       |
| 3             | Luke Plapp        | 2022, 2023, 2024       |
| 3             | Robbie McEwen     | 1995, 2002, 2005       |
| 2             | Richard Lamb      | 1930, 1932             |
| 2             | Eddy Smith        | 1954, 1955             |
| 2             | Fred Roche        | 1959, 1960             |
| 2             | Barry Waddell     | 1964, 1968             |
| 2             | Kerry Hoole       | 1966, 1973             |
| 2             | Graham McVilly    | 1970, 1971             |
| 2             | Donald Wilson     | 1975, 1977             |
| 2             | Peter Besanko     | 1976, 1984             |
| 2             | Wayne Hildred     | 1982, 1986             |
| 2             | Neil Stephens     | 1991, 1995             |
| 2             | Jack Bobridge     | 2011, 2016             |
| 2             | Simon Gerrans     | 2012, 2014             |
| 2             | Luke Durbridge    | 2013, 2025             |
| 2             | Cameron Meyer     | 2020, 2021             |

Vrouwen
| Overwinningen | Naam             | Jaren                  |
| ------------- | ---------------- | ---------------------- |
| 4             | Kathy Watt       | 1992, 1993, 1994, 1998 |
| 3             | Amanda Spratt    | 2012, 2016, 2020       |
| 2             | Kathleen Shannon | 1990, 1991             |
| 2             | Katie Mactier    | 2001, 2007             |
| 2             | Oenone Wood      | 2004, 2008             |
| 2             | Gracie Elvin     | 2013, 2014             |